# طريق في العالم (رواية)
طريق في العالم (بالإنجليزية: A Way in the World)‏ هي رواية للكاتب البريطاني الحائزة على جائزة نوبل فيديادر سوراجبراساد نيبول، نشرت عام 1994، لأول مرة عن دار نشر كنوبف.